# Benjamin Schulz (Sportkegler)
Benjamin Schulz (* 21. Mai 1984 in Hagen) ist ein deutscher Sportkegler.
Er begann seine Karriere 1992 beim Hagener Keglerverein e.V. von 1925. Zwischen 1996 und 2010 gelang es ihm, in den Sektionen Classic, Bohle, Schere und Dreibahnen mehr als 18 deutsche Meistertitel zu erringen.

## Internationale Titel
- 1998 Sieg beim Europ 20 Turnier in Luxembourg
- 2000 Vizeweltmeister Paarkampf Jugend A bei den Weltmeisterschaften in Oberthal
- 2000 Dritter Platz im Einzel Jugend A bei den Weltmeisterschaften in Oberthal
- 2002 Weltmeister im Einzel Jugend A bei den Weltmeisterschaften in Luxemburg[1]
- 2002 Weltmeister im Paarkampf Jugend A bei den Weltmeisterschaften in Luxemburg[1]
- 2006 Weltmeister im Paarkampf Junioren bei den Weltmeisterschaften in den Niederlanden[2]
- 2006 Vizeweltmeister Einzel Junioren bei den Weltmeisterschaften in den Niederlanden[2]

Benjamin Schulz war von 1998 bis 2002 in der NRW-Liga (3. Liga) bei KSG Hagen aktiv.
Seit 2002 strebt er bei Blau Gold Hagen den Aufstieg in die Bundesliga an und ist dort z. Z. in der NRW-Liga aktiv.
2008 und 2009 konnte er sich den deutschen Meistertitel im Versehrten-Kegelsport seiner Leistungsklasse sichern.
Bei den Deutschen Betriebssportmeisterschaften 2009 gewann er an der Seite von Detlef vom Hofe den Titel im Paarkampf.
Von 1996 bis 1998 war Benjamin Schulz Mitglied der NRW-Auswahl (eine Nationalmannschaft besteht in dieser Altersklasse nicht).
Von 1998 bis 2006 war Benjamin Schulz fast ununterbrochen Mitglied der deutschen Nationalmannschaft im Sportkegeln Sektion Schere.
Im Jahr 2000 stand Benjamin Schulz im Kader der deutschen Nationalmannschaft Sektion Bohle.
Im Jahr 1999 stand Benjamin Schulz im erweiterten Kader der deutschen Nationalmannschaft Sektion Classic.
In der Schere-Bundesliga war Schulz für Ninepin 09 Iserlohn, SK Münstermainfeld und KSV Riol im Einsatz.